# پنچاتنترا

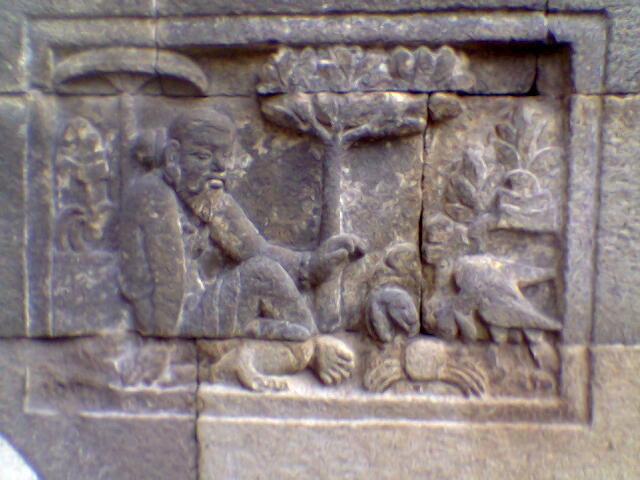
نقش برجستهای منسوب به یک حکایت از پنچاتنترا در معبد مدوت، جاوه مرکزی، اندونزی.

پنچاتنترا یا پنجه تنتره (Panchatantra; IAST: Pañcatantra; سانسکریت: पञ्चतन्त्र، به معنی 'پنج دستگاه' یا 'پنج شعار') کتابی است از هند باستان شامل مجموعه‌ای از حکایات حیوانات که به صورت منظوم و منثور در یک قالب داستانی که جنبهٔ اخلاقی دارد تنظیم شده و اساس کتاب کلیله و دمنه فارسی و عربی است. این مجموعه، فضایل اخلاقی و دوری از رذائل و رعایت وظائف نسبت به خانواده و اجتماع و همچنین تدبیر در کار کشورداری را به‌وسیله امثال و سخنان خدایان و مردم و حیواناتی که احساسات و کلمات انسانی به آنها منسوب گشته را تعلیم می‌دهد. پنچاتنترا شامل پنج فصل است و به همین مناسبت آن را پنچا (پنج)، تن‌ترا (کتاب) نامیده‌اند.

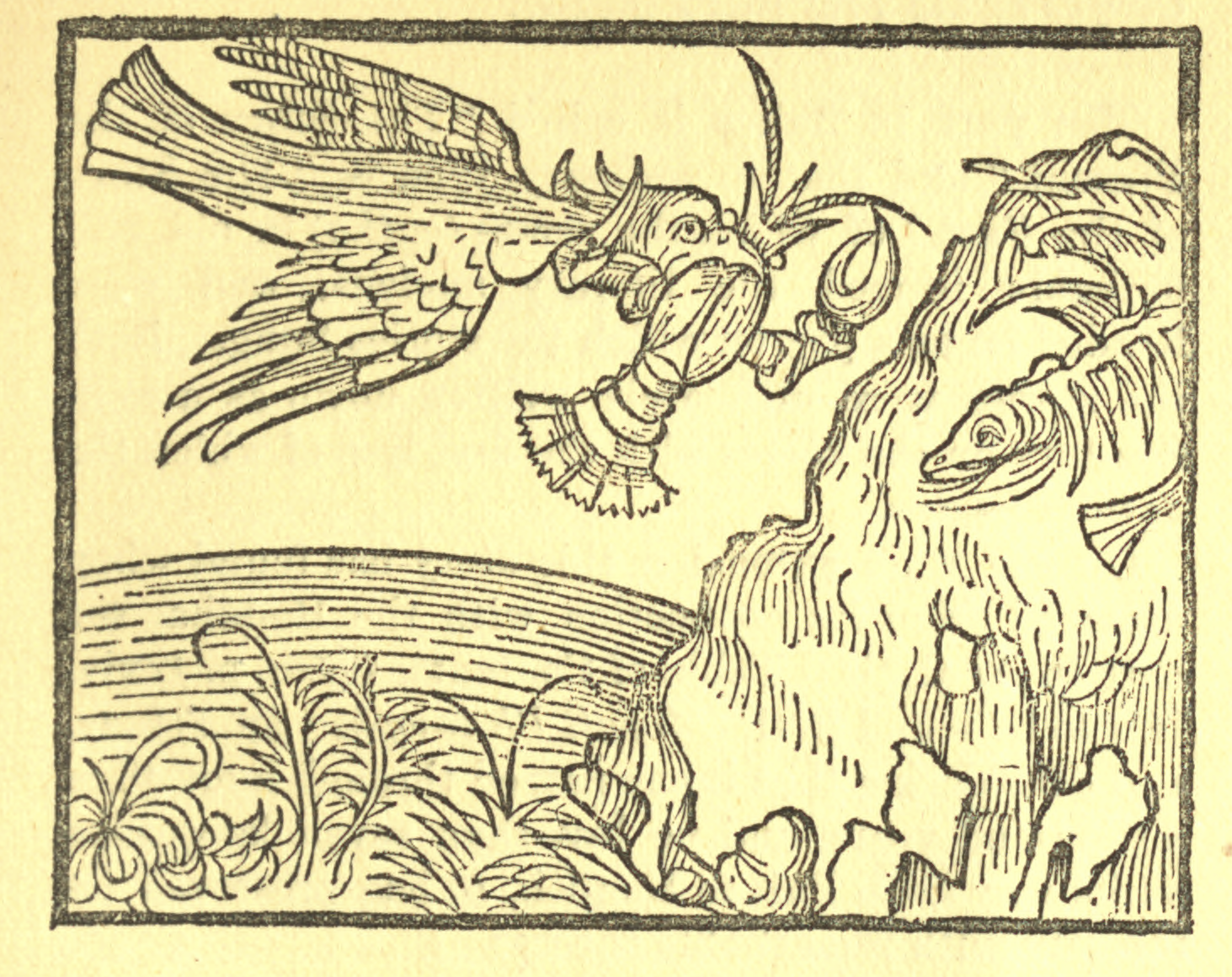
یک نقاشی از جان کاپوآ در کتاب ادیتو پرینسپت به زبان لاتین، پرنده ماهی‌ها را فریب داده و آنها را می‌کشد تا زمانی که او تلاش می‌کند از همان ترفند برای یک خرچنگ استفاده کند.

اصل کتاب پنچاتنترا به زبان سانسکریت است و برخی از محققان بر این باورند که حدود سده سوم پیش از میلاد توسط ویشنو شارما نوشته شده‌است. این داستان‌ها براساس سنت‌های شفاهی حکایات حیوانات است که ما حتی قادر به تصور قدمت آن‌ها هم نیستیم.

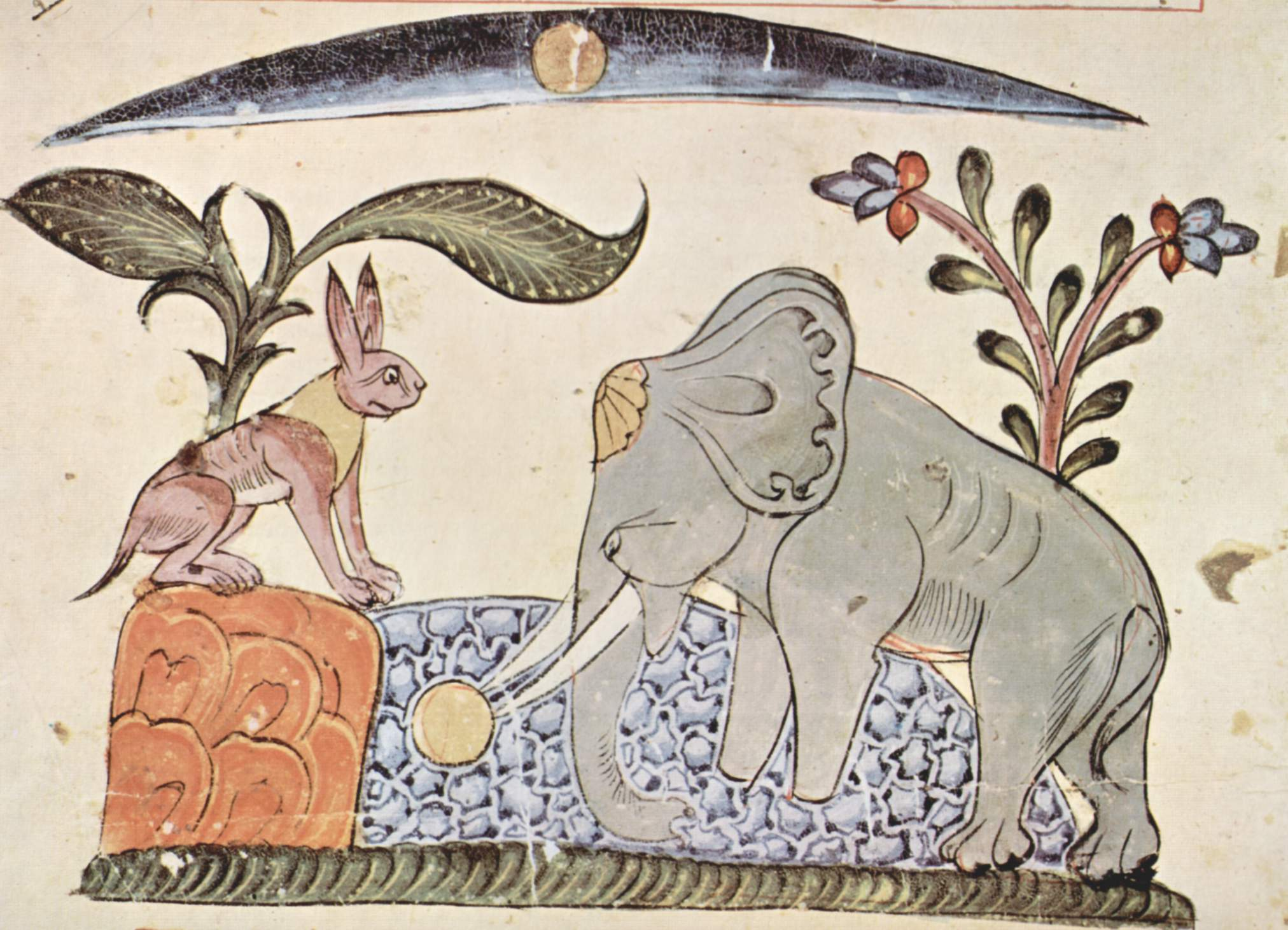
یک نقاشی از سوریه با تاریخ ۱۳۵۴ میلادی. خرگوش با نشان دادن انعکاس ماه در آب فیل را فریب می‌دهد.

این داستان‌ها در میان بیشتر ملل به‌طور گسترده‌ای شناخته شده هستند و یپنچاتنترا را در بسیاری از فرهنگ‌ها با نام‌های متفاوت می‌توان یافت. اغلب ترجمه‌های پنچاتنترا به زبان‌های دیگر، از زبان هندی صورت گرفته‌است
در هند ۲۵ نمونه مختلف از پنچاتنترا موجود است از جمله به زبان سانسکریت با نام تنتراکایاییکا (Tantrākhyāyikā؛ سانسکریت: तन्त्राख्यायिका) که الهام‌بخش مجموعه حکایات هیتوپادیسا (Hitopadesha) بوده‌است.
این کتاب در ۵۷۰ میلادی توسط برزویه طبیب به زبان پارسی میانه برگردانده شد. کار برزویه پایه‌ای شد برای برگردان به زبان سریانی که با نام کلیله و دمنه می‌شناسیم و در سال ۷۵۰ میلادی عبدالله ابن مقفع که یک پژوهشگر ایرانی بود آن را به زبان عربی برگرداند. یک نسخه به زبان فارسی توسط رودکی در سده ۱۲ میلادی سروده شد که نام کلیله و دمنه را برخود داشت و پایه‌ای شد برای کار حسین واعظ کاشفی به نام انوار سهیلی یا داستان‌های بیدپای از محمد بن عبدالله بخاری.
برگردان‌های متفاوتی از این کتاب با نام افسانه‌های بیدپای یا پیل‌پای (Fables of Bidpai یا Pilpai) در زبان‌های مختلف اروپایی یا «فلسفه اخلاقی دونی» (The Morall Philosophie of Doni) به زبان انگلیسی مربوط به سال ۱۵۷۰ میلادی موجود است.